# أوجيني أميرة السويد والنرويج
أوجيني أميرة السويد والنرويج (بالسويدية: Prinsessan Eugénie av Sverige och Norge)‏ (24 أبريل 1830 - 23 أبريل 1889) كانت من سلالة برنادوت وفنانه هاوية وفاعلة خير.